# Alburteia
Alburteia ou civilização alburtiana, foi um povo que habitou há milhares de anos a região onde hoje se situa a Eritreia.
Os alburteanos viviam da pesca e da caça. Retiravam a gordura de animais, para usar de alimento e de combustível para suas lamparinas (um tipo rústico de lamparina). Eles construíam um tipo de casa singular, os pitalros, que parecem uma oca. Os pitalros são escavados na areia e tem um orifício no teto, por onde sai a fumaça das lamparinas que os alburteanos sabiamente desenvolveram dentro de casa.